# Gebroken verhouding
Gebroken verhouding is een drama geschreven door Agatha Christie onder het pseudoniem Mary Westmacott. 
Het boek kwam voor het eerst uit in november 1952 en werd uitgegeven door Heinemann onder de titel A Daughter's a Daughter.  In 1963 verscheen het boek op de Amerikaanse markt via Dell Publishing. Luitingh-Sijthoff bracht in 1973 een Nederlandstalige versie uit, met de naam Gebroken Verhouding.

## Verhaal
Sarah, dochter van Ann Prentice, wil niet dat haar moeder een nieuwe liefde vindt. Ze tracht dan ook elke keer haar moeder een "echtgenoot-in-spé" ontmoet, deze relatie te doen stopzetten. Omwille van deze reden verzuurt de relatie tussen moeder en dochter en kiezen zij uiteindelijk hun eigen weg. De moeder-dochter-relatie blijkt echter sterker te zijn dan dat ze zelf vermoeden.

## Achtergrond
Het boek is gebaseerd op een toneelstuk dat Christie reeds in de jaren 1930 schreef. In 1950 klopte Christie bij Peter Saunders aan om het stuk te laten opvoeren. Hij was van mening dat het stuk verouderd was en toe was aan modernisering. Uiteindelijk duurde het tot 1956 eer het herwerkte stuk voor de eerste keer werd opgevoerd. Dit was in het Theatre Royal in Bath. Na acht succesvolle voorstellingen, die mede het gevolg waren van het feit dat de werkelijke naam van Christie als auteur lekte, werd het stuk afgevoerd. Saunders was van mening dat het stuk niet voldoende toeschouwers zou trekken in West End.
Na Christie's dood kwamen de rechten in handen van haar dochter Rosalind Hicks. Zij was van mening dat het stuk op haar was gericht. In 2009 werd het stuk nogmaals gemoderniseerd en opgevoerd op West End dankzij producer Bill Kenwright. Hoofdrollen werden gespeeld door Jenny Seagrove en Honeysuckle Weeks